# K'naan
 Der er for få eller ingen kildehenvisninger i denne artikel, hvilket er et problem. Du kan hjælpe ved at angive troværdige kilder til de påstande, som fremføres i artiklen.

Keinan Abdi Warsame, kendt under navnet K'naan (født 20. maj 1978) er en somalisk sanger. 

## Karriere
Han blev verdenskendt med sangen "Waving flag", som var en af de sange, der repræsenterede VM i fodbold 2010.
K'naan har desuden haft både ukendte og verdensstjerner med på nogle af sine featurings.
Han var i 2007 et af navnene der optrådte på Roskildefestivalen, men på daværende tidspunkt var han ikke videre kendt i Danmark.

## Privatliv
Han bor i Toronto, Ontario, Canada.